# Fastlove
Fastlove è un brano musicale scritto prodotto e cantato da George Michael, pubblicato dalla Virgin Records come secondo singolo dell'album Older nel 1996.
Il singolo fu il secondo di una lunga serie di brani che riportarono George Michael al successo dopo anni di assenza dalle scene.

## Descrizione
Il brano contiene un campionamento del successo degli anni '80 Forget Me Nots della cantante Patrice Rushen.

## Video musicale
Il video del brano è stato diretto da Vaughan & Anthea, e prodotto da Adam Saward per la Federation, che si è avvalsa della fotografia di Joseph Yacoe, del montaggio di Rick Russell e degli effetti speciali della Glassworks.
Nel video George Michael è seduto su un divano di pelle nera, e utilizzando un futuristico telecomando fa scorrere davanti a sé gli ologrammi di seducenti danzatori. In altre scene al posto del cantante ci sono altre persone, che in base ai propri gusti fanno comparire davanti a se ballerini o ballerine diversi, tra queste persone vi sono il modello Tony Ward e la modella Nadege du Bospertus.

## Tracce

### MC: UK / Virgin VSC 1579
1. Fastlove (Part I) - 5:23
2. I'm Your Man '96 - 4:04

### 12": UK / Virgin VST 1579
1. Fastlove (Part II) (Fully Extended Mix) - 9:27
2. I'm Your Man '96 - 4:04
3. Fastlove (Part I) 5:23

### CD: UK / VSCDG 1579
1. Fastlove (Part I) 5:23
2. I'm Your Man '96 4:04
3. Fastlove (Part II) [Fully Extended Mix] 9:27

### CD: US / Dreamworks DRMDS-59001
1. Fastlove [Full version] - 5:24
2. I'm Your Man '96 - 4:04
3. Fastlove [Summer Mix] - 4:40

## Classifiche
| Classifica (1996)                | Posizione massima |
| -------------------------------- | ----------------- |
| Australia                        | 1                 |
| Austria                          | 13                |
| Belgio (Fiandre)                 | 25                |
| Belgio (Vallonia)                | 8                 |
| Canada                           | 4                 |
| Canada (adult contemporary)      | 1                 |
| Canada (dance/urban)             | 6                 |
| Danimarca                        | 4                 |
| Europa                           | 3                 |
| Finlandia                        | 5                 |
| Francia                          | 10                |
| Germania                         | 25                |
| Irlanda                          | 5                 |
| Italia                           | 1                 |
| Norvegia                         | 11                |
| Nuova Zelanda                    | 5                 |
| Paesi Bassi                      | 12                |
| Regno Unito                      | 1                 |
| Spagna                           | 1                 |
| Stati Uniti                      | 8                 |
| Stati Uniti (adult contemporary) | 8                 |
| Stati Uniti (pop)                | 14                |
| Stati Uniti (rhythmic)           | 10                |
| Svezia                           | 7                 |
| Svizzera                         | 13                |

## Cover di Adele
Il 12 febbraio 2017, in occasione dell'annuale cerimonia di premiazione dei Grammy Awards, la cantautrice britannica Adele ha eseguito Fastlove come omaggio alla scomparsa del cantante il 25 dicembre 2016. Adele, visivamente emozionata, ha interrotto la performance per ricominciare daccapo poiché sosteneva di non aver gradito il modo in cui la sua stessa performance era iniziata. La cantante ha dichiarato: "No, mi dispiace ma non posso sbagliare questa canzone. Per lui no, era uno dei miei preferiti, si merita un tributo onorevole.".
Secondo Billboard è stata una scelta molto saggia perché, nonostante il brano non sia uno dei più rappresentativi della carriera di George Michael, esso "è una grande canzone" e "ha uno dei testi migliori del cantante"